# William Hobson

William Hobson (1896)

William Hobson (* 26. September 1793 in Waterford, Irland; † 10. September 1842 in Auckland, Neuseeland) war ein britischer Marineoffizier, der erste Gouverneur der britischen Kolonie Neuseeland mit Sitz in Neuseeland und Co-Autor des Vertrags von Waitangi.

## Herkunft
William Hobson entstammte einer anglikanischen Familie der anglo-irischen Gentry. Er war der dritte von fünf Söhnen des Barristers Samuel Hobson aus dessen Ehe mit Martha Jones. Er hatte zudem drei Schwestern.

## Royal Navy
Mit nur neun Jahren meldete er sich zur Royal Navy und tat als Second Class Volunteer auf der Fregatte La Virginie ab dem 25. August 1803 seinen Dienst. Als sein erster Einsatz nahm er im Napoleonischen Krieg an der Seeblockade in der Nordsee teil und wurde im April 1806 zum Midshipman befördert und zum Einsatz auf die Westindischen Inseln abkommandiert. Nach zehn Jahren Dienst auf See wurde er im April 1813 im Rang eines Lieutenant zum ersten Offizier ernannt, nahm am Britisch-Amerikanischen Krieg teil und war mit seinem Schiff Teil des Geschwaders, welches Napoleon 1815 in sein Exil nach St. Helena brachte.
Nach 18 Monaten Pause bekam er das Kommando, gegen Piraterie in den Gewässern der Westindischen Inseln vorzugehen, wurde 1821 von Piraten gefangen genommen, kam wieder frei, wurde im Juli 1823 wieder gefangen genommen und entkam mit seinen Crewmitgliedern schließlich der Gefangenschaft durch eigenes Bemühen. Während er sich in den Gebieten der Westindischen Inseln aufhielt, bekam er drei Mal das Gelbfieber, an dessen Folgen er sein Leben lang litt. Am 18. März 1824 wurde er zum Commander befördert. Im Juli 1828 kehrte er nach Großbritannien zurück und wurde unter Halbsold vom Dienst freigestellt.

## Familie
Während seiner Zeit auf den Westindischen Inseln lernte er die Tochter des schottischen West-Indien-Kaufmanns Robert Wear Elliott kennen. Am 17. Dezember 1827 heiratete er seine Frau Eliza Elliott in Nassau auf den Bahamas und ging, seinem zeitweiligen Ruhestand folgend, mit ihr zurück nach Plymouth in Großbritannien und besuchte zeitweise seine Familie und Heimat in Irland. Im März 1830 wurde seine erste Tochter geboren. Insgesamt hatten sie vier Töchter und einen Sohn.

## Einsatz in der Navy
Nachdem Lord Auckland 1834 zum Ersten Lord der Admiralität ernannt worden war, berief dieser Hobson in den Marinedienst zurück. Er beförderte ihn zum Captain und entsandte ihn als Kommandant der Fregatte Rattlesnake nach Indien, wohin er 1835 aufbrach. 1836 wurde er auf Anfrage des Gouverneurs von New South Wales, Sir Richard Bourke, nach Australien beordert, wo er den Hafen von Port Jackson untersuchte und Empfehlungen für einen Ausbau gab. Einen weiteren Monat später bekam er die Abordnung nach Port Phillip in Victoria, wo eine neue Kolonie gegründet wurde. In Anerkennung seiner dortigen Dienste wurde die erstmals von ihm kartografierte Hobsons Bay – und davon abgeleitet später auch Hobsons Bay City, heute ein Teil von Melbourne – nach ihm benannt.

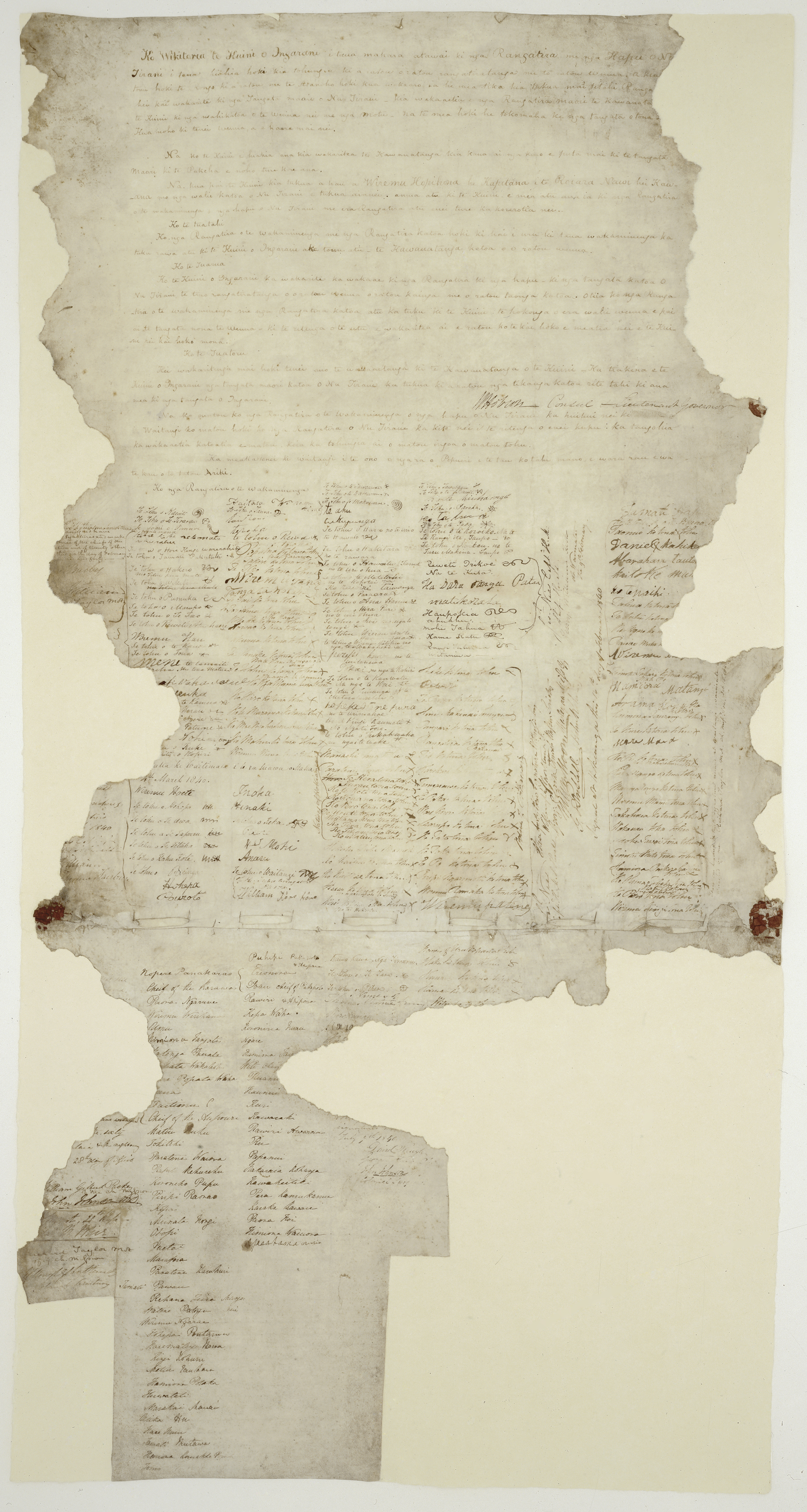
Vertrag von Waitangi vom 6. Februar 1840

## Einsatz in Neuseeland
Anfang 1837 kam von James Busby die Warnung, dass die Kriege und Konflikte unter den Māori in Neuseeland die britischen Siedler gefährden könnten. Hobson, nunmehr gefragter denn je, wurde von Gouverneur Bourke sofort nach Neuseeland geschickt, um die Situation zu klären und britische Siedler zu schützen. Hobson erreichte die Bay of Islands am 26. Mai desselben Jahres, traf verschiedene Māori-Chiefs, prominente Siedler und Missionare, erstellte einen Bericht und segelte 1838 zurück nach Großbritannien. Dort angekommen, unterbreitete er dem Colonial Office den Vorschlag, in Neuseeland ein ähnliches System zu installieren, wie in den Indien, Handelsniederlassungen zu gründen und mit den Māori einen Vertrag auszuhandeln, der Großbritannien das Land sichern würde. Das Colonial Office, anfangs an Neuseeland nicht so stark interessiert, beschloss dann doch einen Abgesandten der britischen Regierung als britischen Konsul in Neuseeland einzusetzen und mit den Māori in Verhandlungen zu treten.

## Stellvertretender Gouverneur in Neuseeland
Die Wahl fiel auf Hobson, der im Februar 1839 akzeptierte. In Abänderung wurde Hobson nun dem neuen Gouverneur von New South Wales, George Gipps als Lieutenant-Gouverneur unterstellt. Am 25. August 1839 segelte Hobson mit seinem Auftrag nach Sydney und nach Abstimmung mit Gouverneur Gipps zu Beginn des Jahres 1840 nach Neuseeland, wo er am 29. Januar 1840 die Bay of Islands erreichte. Er lud alle nördlichen Māori-Chiefs zu einem Treffen am 5. Februar nach Waitangi ein und nach eingehenden Diskussionen war am folgenden Tag der Vertrag, der als Vertrag von Waitangi in die Geschichte Neuseelands eingehen sollte, unterzeichnet. Hobson wollte noch weitere Treffen im Lande organisieren und von den anderen Chiefs ebenfalls Unterschrift und Unterstützung für diesen Vertrag zu bekommen, doch am 1. März 1840 traf ihn ein Schlaganfall, von dem er sich nur langsam erholen konnte. So wurde der Lieutenant-Colonel Thomas Bunbury von Gouverneur Gipps am 16. April zu Hilfe geschickt, der dann durchs Land reiste um Unterschriften unter dem Vertrag zu sammeln. Diese Kopie des Vertrages wird häufig auch, da Bunbury mit der Harald die Küste entlang segelte, Herald-Bunbury Treaty Copy genannt. 

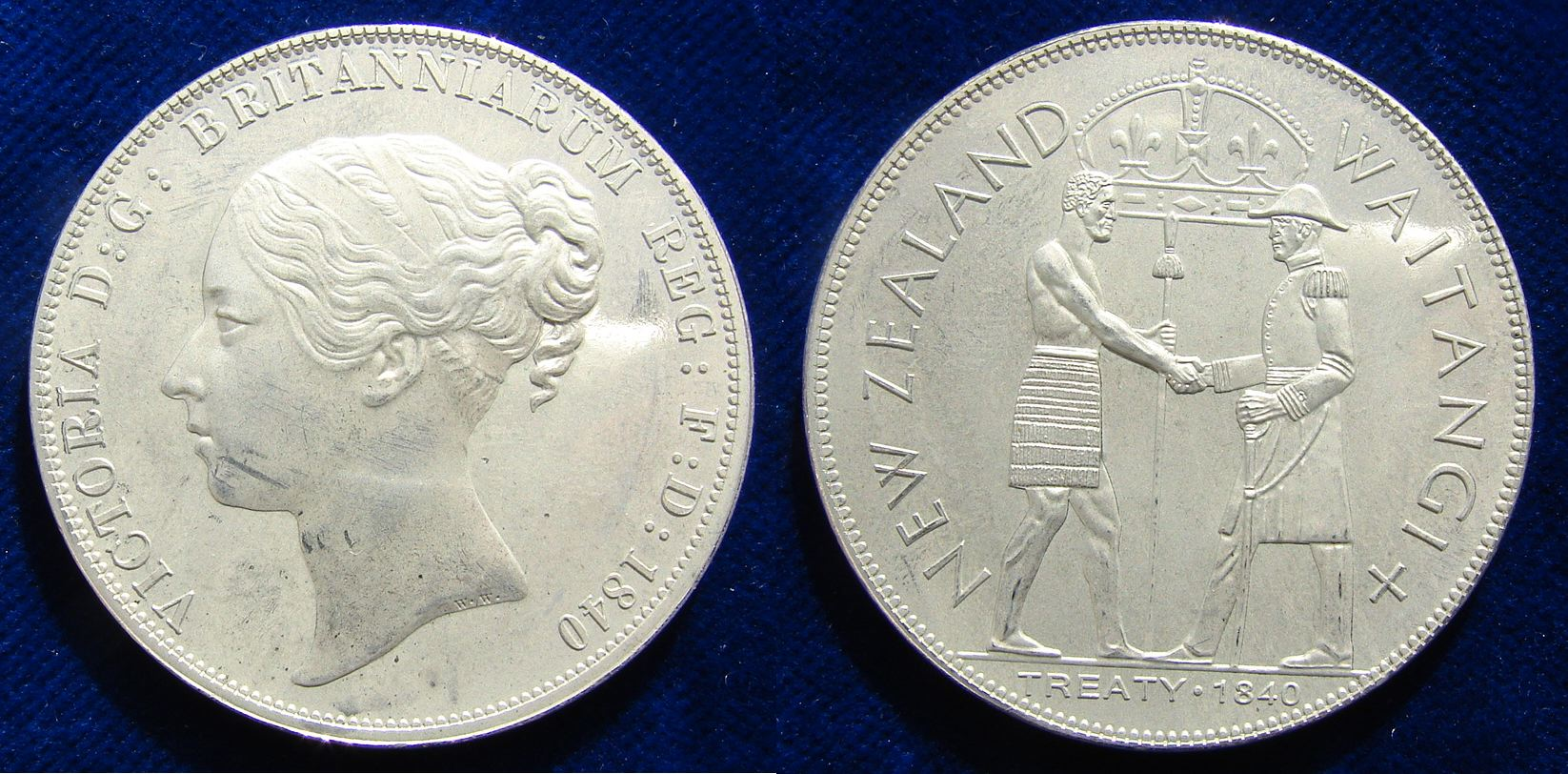
Retro Pattern Crown: Tamati Waaka Nene und Gouverneur Hobson reichen sich die Hand in Waitangi am 6. February 1840 zur Besiegelung des Vertrages zwischen Queen Victoria und den Häuptlingen der Maoris

## Gouverneur von Neuseeland

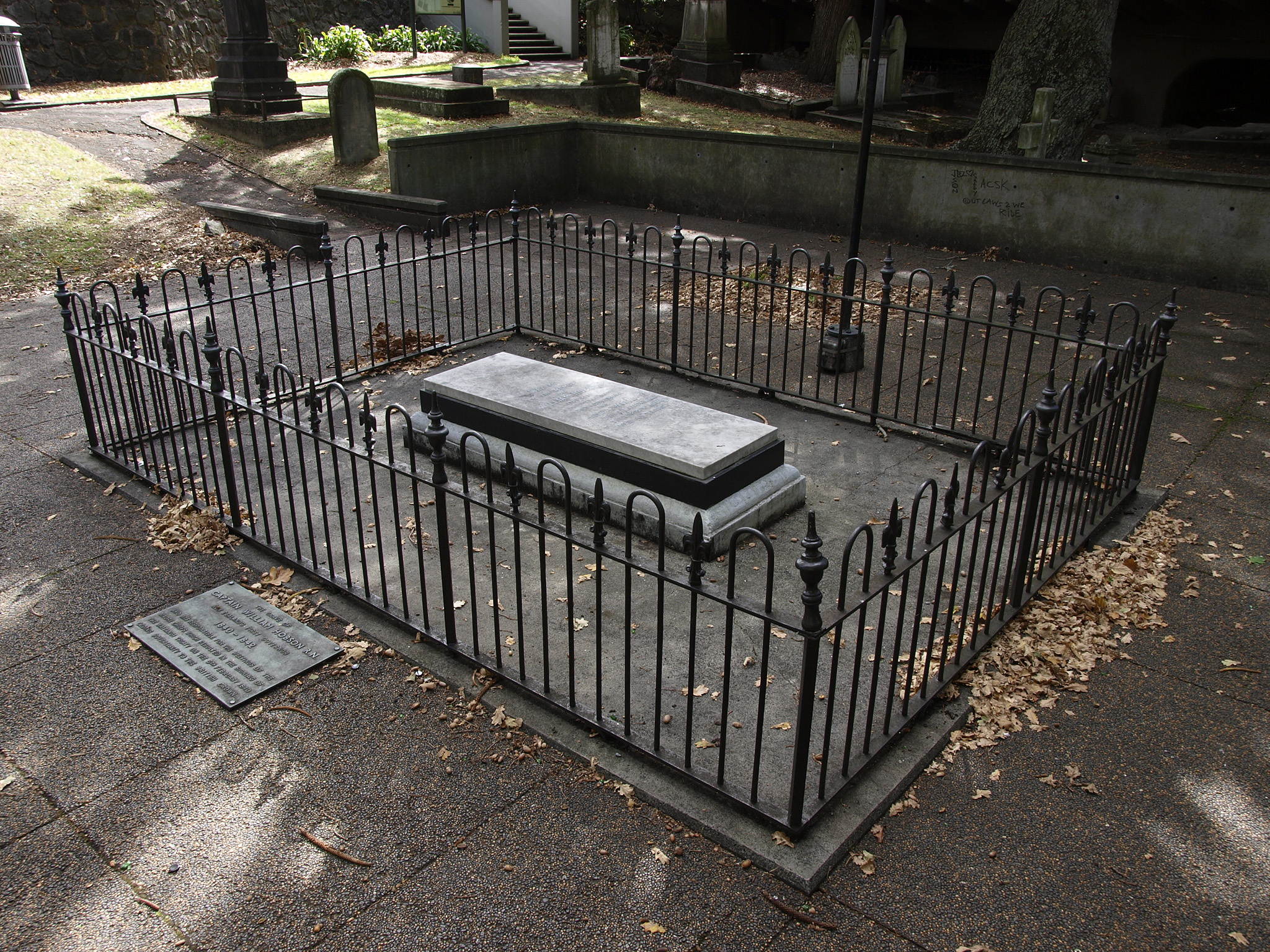
Grabstätte von William Hobson, Symonds Street Cemetery, Auckland

Nachdem es Hobson wieder besser ging, wurde er im Mai 1841 zum Gouverneur von Neuseeland ernannt. Damit hatte Hobson auch seine eigene Gesetzgebungskompetenz und eine eigene Regierung zur Verfügung. Doch nicht genug, dass ihm seine Gesundheit nach wie vor zu schaffen machte, hatten auch noch nicht alle Māori-Chiefs den Vertrag akzeptiert und widersetzten sich teilweise. Da Hobson keine militärischen Befugnisse in seinem Amt hatte, lagen alle Vereinbarungen mit allen Beteiligten, so auch mit den Māori, in der Übereinkunft auf der Basis des guten Willens. Das machte das Regieren für ihn nicht einfach, auch nicht einfacher die Interessen des Vereinigten Königreichs zu vertreten. Obwohl Hobson vom Colonial Office angewiesen war, strikte Ausgabenkontrolle zu wahren, liefen ihm die Kosten der Administration aus dem Ruder. Dazu kamen unüberlegte Landkäufe und die Tatsache, dass er Gesetze zu Lasten der Staatskasse unterzeichnete, zu denen er nicht autorisiert war. Erschwerend hinzu kam auch, dass die New Zealand Company, selbst in Schwierigkeiten, die Gelegenheit nutzte, die Administration zu attackieren, wo sie nur konnte, und die Ablösung Hobsons zu fordern. Schließlich entschied das Colonial Office, Hobson zum 28. Februar 1843 zurück zu berufen. Diese Demütigung blieb ihm allerdings erspart, denn er starb am 10. September 1842 in Auckland und wurde auf dem alten historischen Friedhof Symonds Street Cemetery in Auckland beerdigt.
Als Gouverneur trat Hobson nicht besonders positiv in Erscheinung. Sein größtes Verdienst war es allerdings, den Vertrag von Waitangi ausgehandelt zu haben. Seine Frau starb 1876.